# 고대 로마의 군복

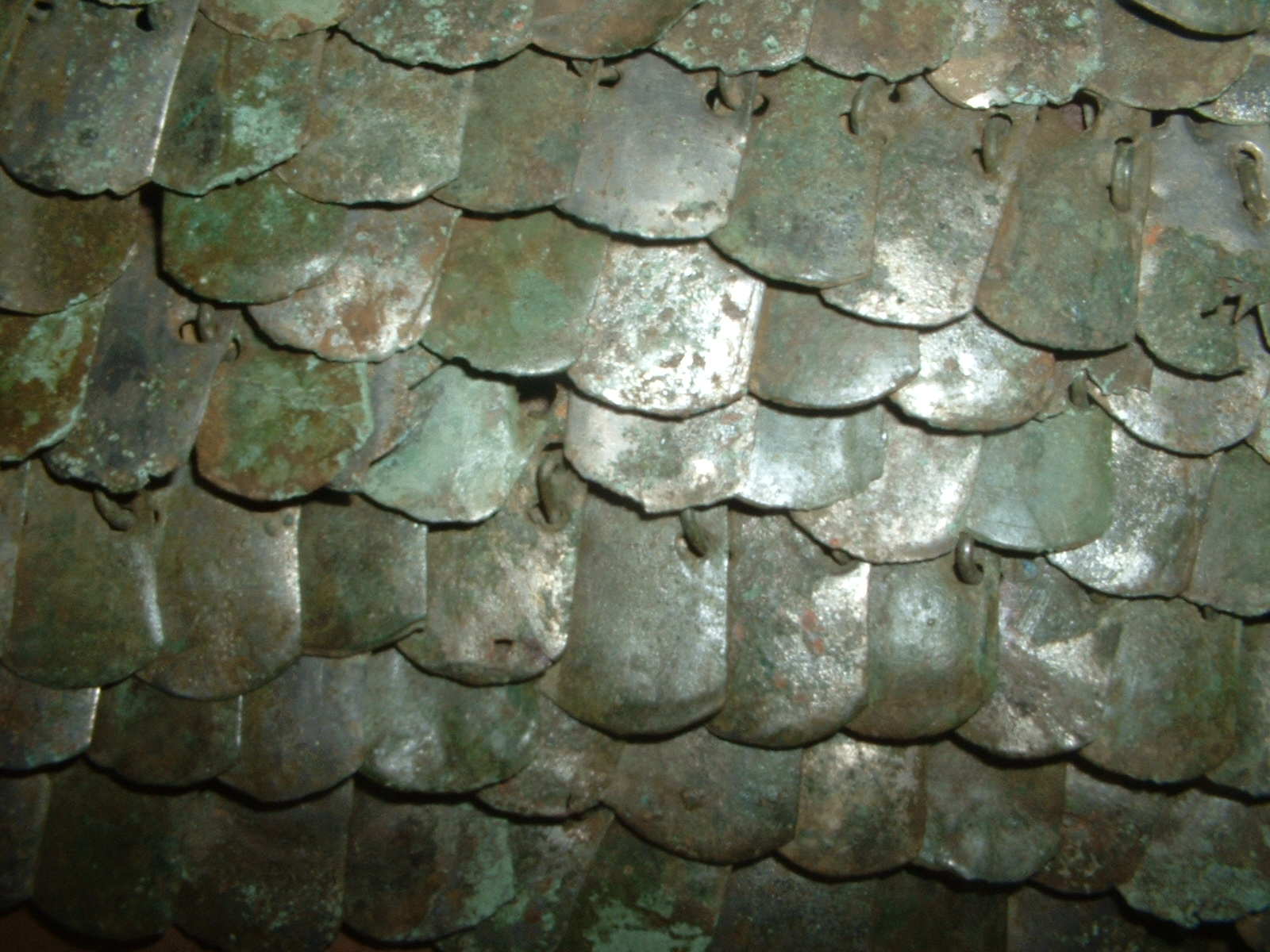
로리카 스쿠아마타.

로마 공화국 및 로마 제국의 군단은 표준화된 군복과 갑옷을 갖추어 입었다.
로마의 개인용 군복은 다음과 같은 것들이 있었다.
- 갈레아: 투구.
  - 몬테포르티노 투구
  - 쿨루스 투구
  - 임페리얼 투구
- 그리브: 정강이 보호대.
- 로리카: 갑옷.
  - 로리카 하마타: 쇄자갑.
  - 로리카 플루마타: 찰갑.
  - 로리카 세그멘타타: 판갑.
  - 로리카 스쿠아마타: 어린갑.

그 외에 추가적인 것으로
- 튜닉
- 발드릭: 어깨걸이
- 발테우스: 허리띠
- 브라코: 바지
- 칼리가: 군화
- 포칼레: 목 보호대
- 로쿨루스: 가방
- 팔루다멘툼: 어깨망토

등이 있었다.

## 같이 보기
- 고대 로마의 군장